# Frank Wallace
Francis "Frank" Wallace (St. Louis, 15 de julho de 1922 - St. Louis, 13 de novembro de 1979) foi um futebolista norte-americano.

## Carreira
Conhecido como "Pee Wee", ele e quatro colegas de uma equipe amadora de St. Louis - Frank Borghi, Charlie Colombo, Gino Pariani e Robert Annis - acabaram chamados pela semi-amadora Seleção Norte-Americana para a Copa do Mundo de 1950. Wallace participou da vitória sobre a Inglaterra e marcou um gol no jogo seguinte, contra o Chile, diminuindo o placar para 2 x 1 - os americanos ainda empatariam um minuto mais tarde, mas perderiam o jogo por 4 x 2.
No filme que mostra a história por trás do jogo, Duelo de Campeões, é descrito como temperamental.

## Ligações Externas
- Perfil no Soccerhall